# Fingerhüte
Die Fingerhüte (Digitalis) sind eine Pflanzengattung aus der Familie der Wegerichgewächse (Plantaginaceae). Die etwa 25 Arten sind in Europa, Nordafrika und im westlichen Asien verbreitet.

## Beschreibung
Digitalis-Arten wachsen als zweijährige oder ausdauernde krautige Pflanzen, die selten an der Basis etwas verholzen. Die Stängel sind höchstens an ihrer Basis verzweigt. Die wechselständig, manchmal grundständig zusammenstehenden Laubblätter sind einfach. Der Blattrand ist glatt oder gezähnt.
Die Blüten stehen in endständigen, manchmal verzweigten, traubigen Blütenständen zusammen. Die zwittrigen Blüten sind zygomorph und fünfzählig. Die fünf Kelchblätter sind verwachsen, mit kurzen Kelchzipfeln. Die fünf Kronblätter sind röhrig bis glockenförmig verwachsen. Die Blütenkrone ist zweilippig; die Unterlippe ist dreilappig, bei der Oberlippe sind entweder die Kronlappen kaum erkennbar (z. B. bei Digitalis grandiflora) oder sie sind deutlich zweilappig (z. B. bei Digitalis lutea). Es sind nur vier Staubblätter vorhanden; sie ragen nicht aus der Kronröhre heraus. Die Staubbeutel berühren sich paarweise. Der Griffel endet in einer zweilappigen Narbe.
Die septizide, eiförmige Kapselfrucht enthält viele kleine, gerippte Samen.

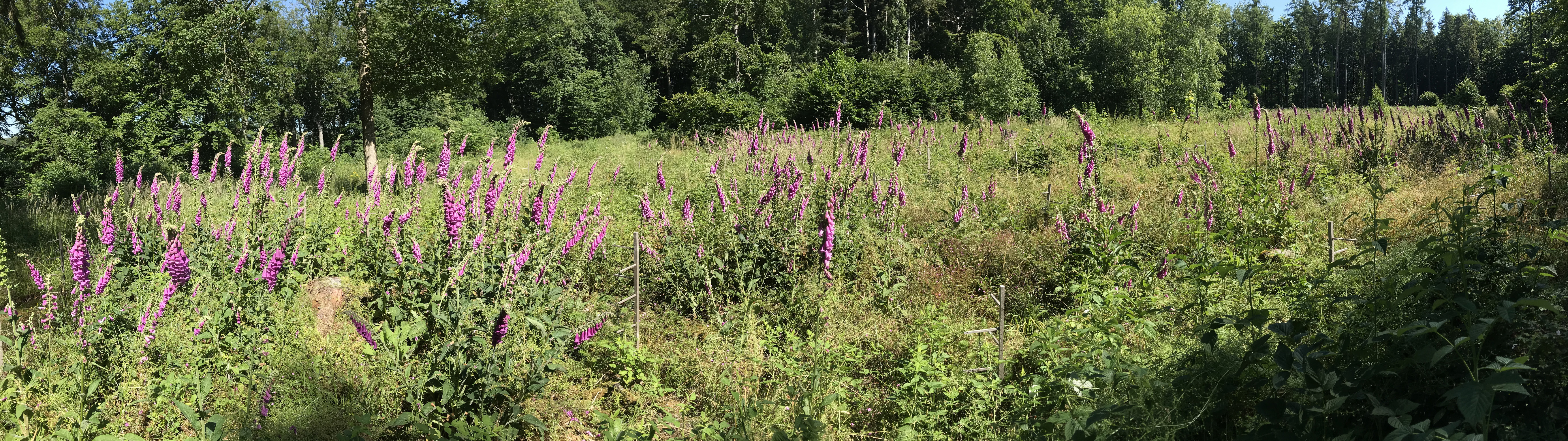
Fingerhüte in einer Waldlichtung

## Verwendung
Die in den Pflanzen enthaltenen Digitalisglykoside werden therapeutisch zur symptomatischen Therapie der Herzinsuffizienz eingesetzt, da sie eine positiv inotrope Wirkung am Herzen zeigen. In hohen Dosen wirken sie als Gift, welches durch verschiedene Herzrhythmusstörungen zum Tod führt. Der Fingerhut, insbesondere der Rote Fingerhut, wurde in der Heilkunde innerlich und äußerlich verabreicht.

## Inhaltsstoffe

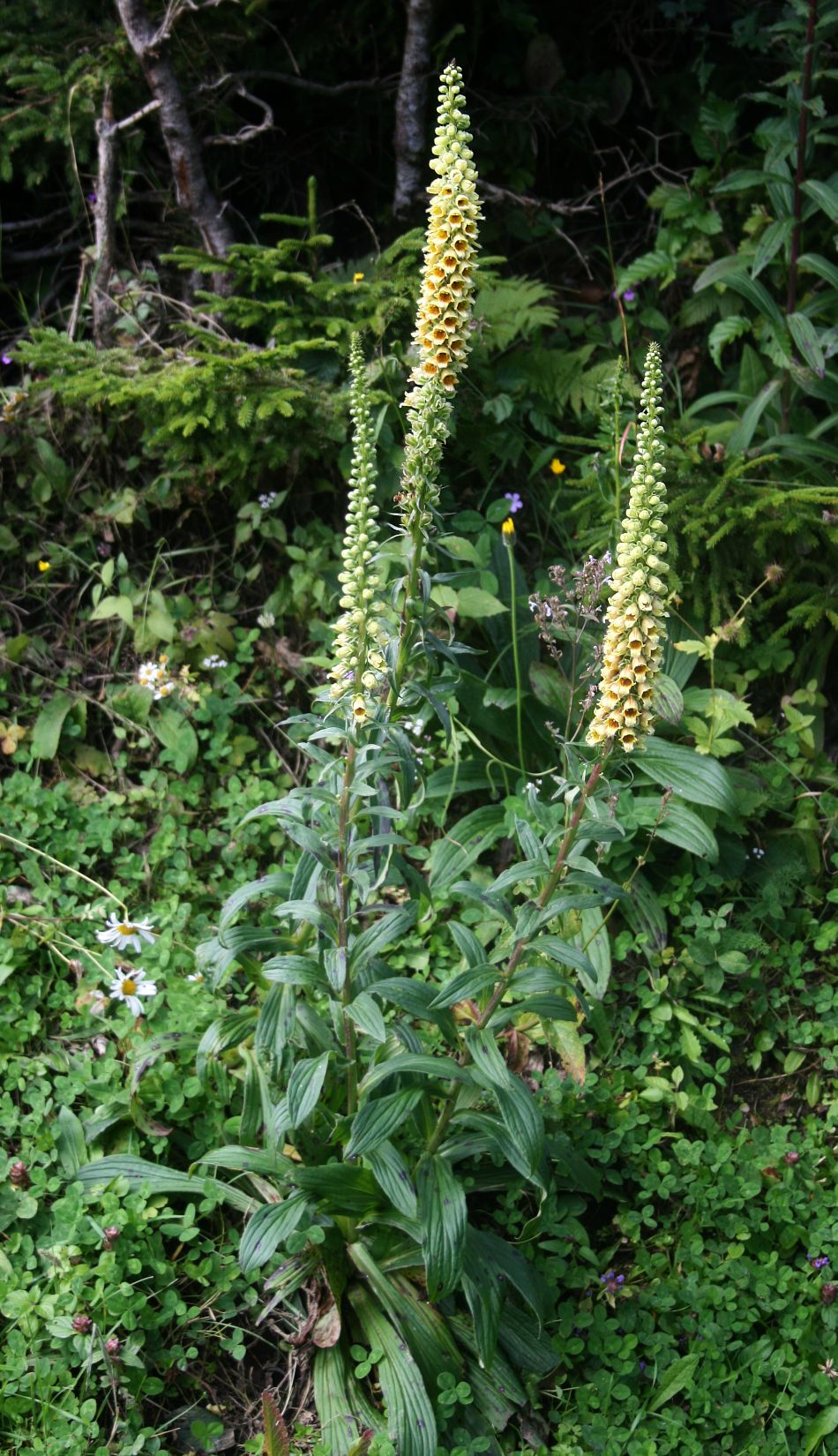
Rostfarbiger Fingerhut (Digitalis ferruginea)

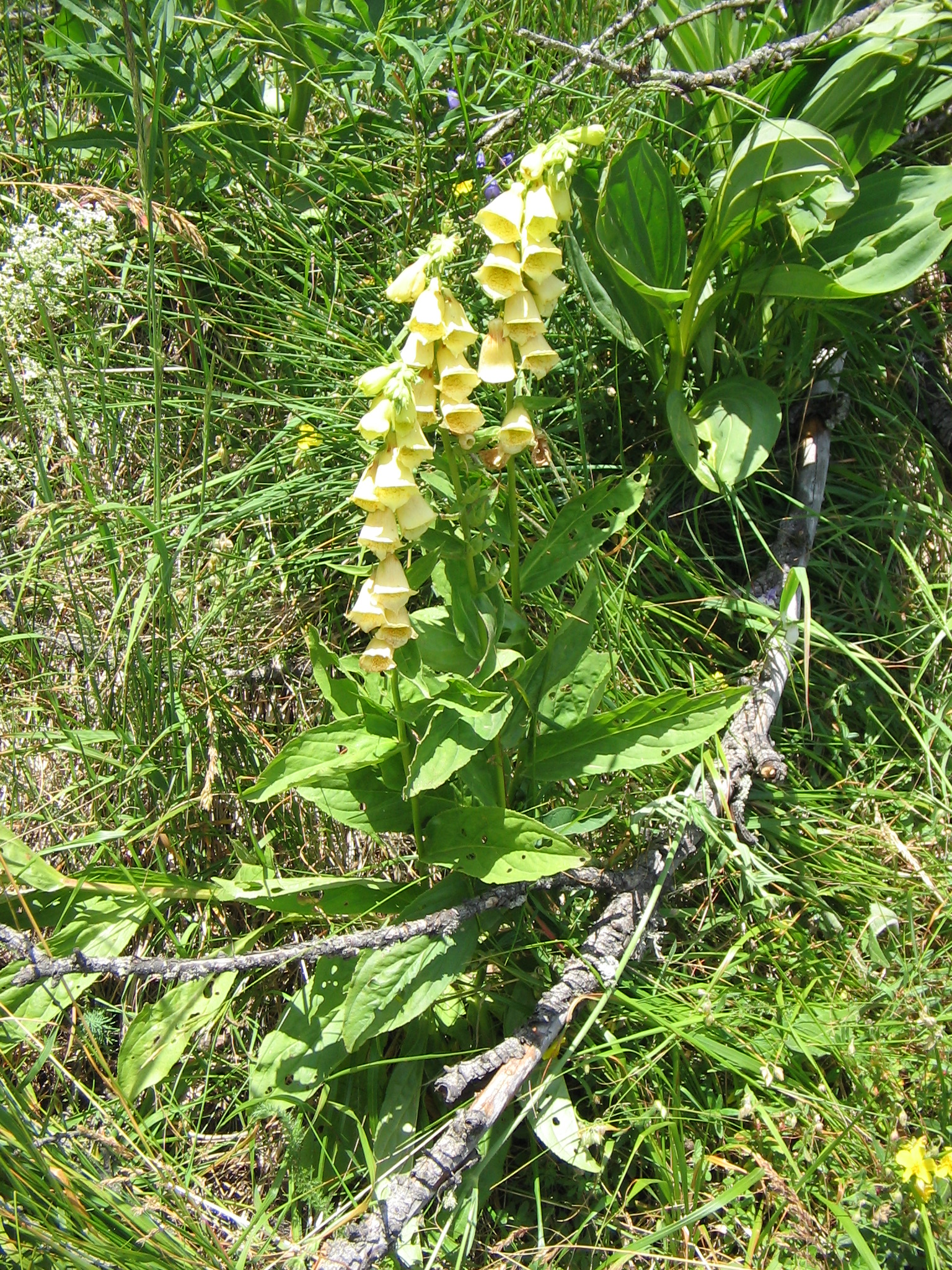
Großblütiger Fingerhut (Digitalis grandiflora)

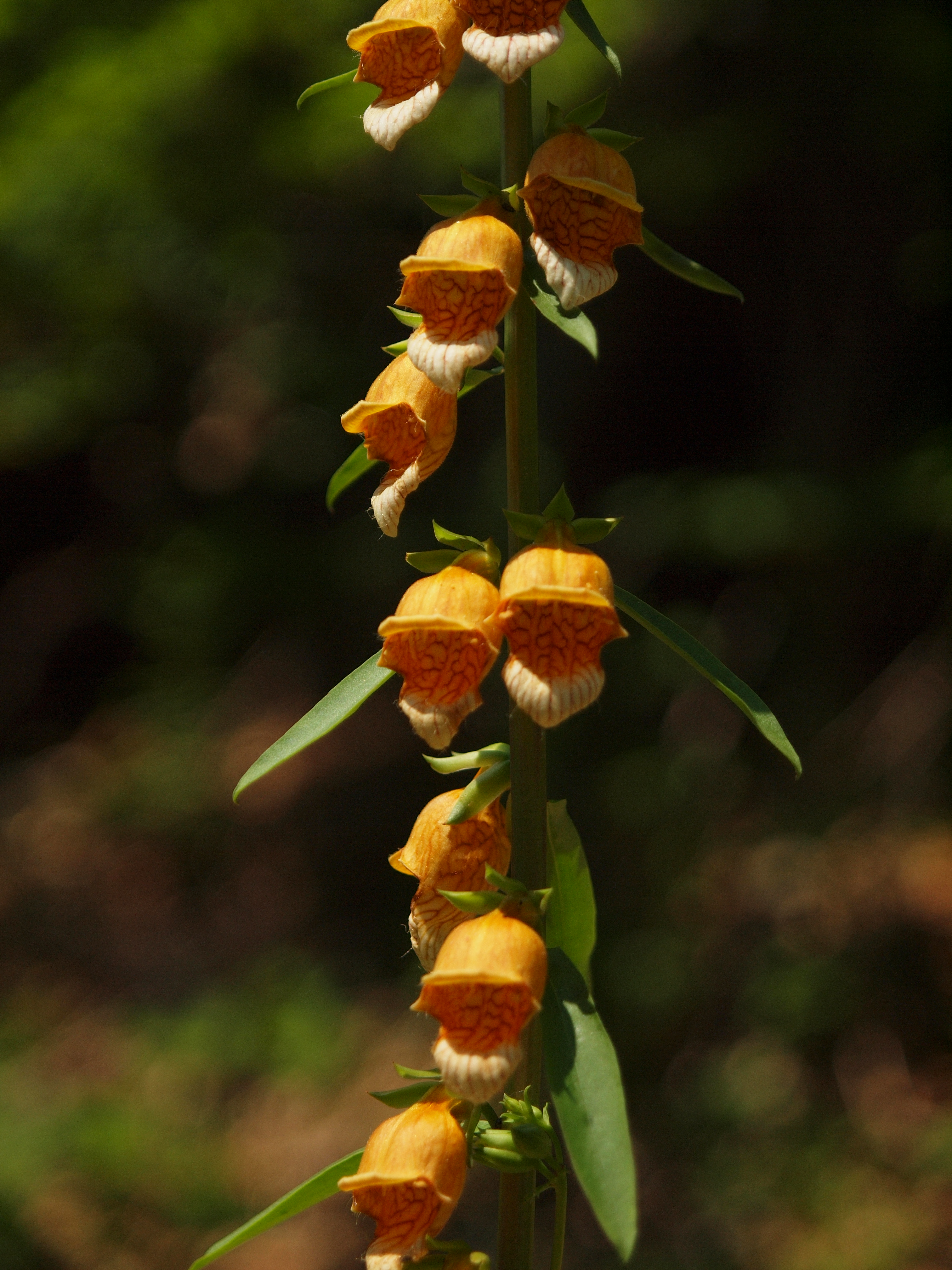
Kahler Fingerhut (Digitalis laevigata)

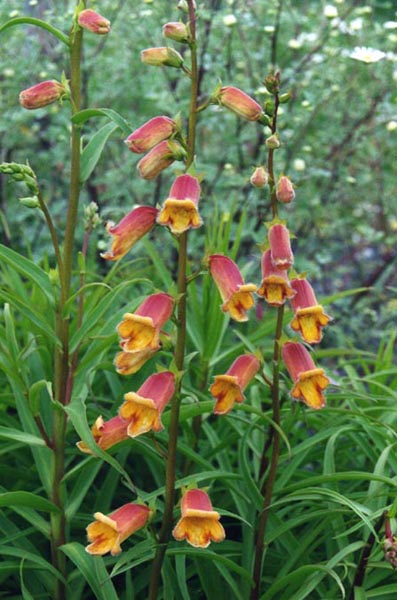
Spanischer Fingerhut (Digitalis obscura)

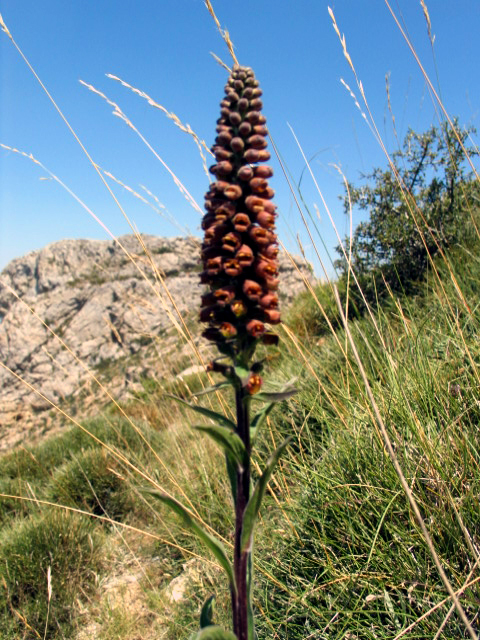
Kleinblütiger Fingerhut (Digitalis parviflora)

Aus der Gattung Fingerhüte sind besonders viele Sekundärmetabolite isoliert worden; zu den wichtigsten zählen herzwirksame Glykoside, jedoch wurden auch verschiedene Phenole, wie Anthranoide, Phenylpropionsäuren oder Flavonoide, und auch Steroide (Steroidsaponine, Sterine) gefunden. Ferner sind phenolische Glykoside, Sorbitole, Cornoside und verschiedene Phenylethanoid-Glycoside nachgewiesen worden.
In Europa werden für die Produktion von Herzglykosiden die heimischen Digitalis-Arten Wolliger Fingerhut und Roter Fingerhut angebaut.

### Steroidsaponine
Steroidsaponine entstehen aus einem Steroid, bei welchem eine Seitenkette von Cholesterin strukturelle Änderungen erzeugte, um ein Spiroketal zu formen. In Digitalis weisen diese Komponenten lediglich schwache seifenähnliche Eigenschaften auf. Typische Saponine sind Digitonin, Tigogenin und Gitogenin.

### Digitanole
Digitanole sind C5-C6 ungesättigte Pregnane. Einige von ihnen besitzen die 14-beta-hydroxyl-Funktion, welche typisch für Cardenolide ist. Demzufolge teilen sich Cardenolide und Digitanole möglicherweise die gleichen biosynthetischen Pathways. Bekannte Digitanole sind Digiprogenin, Digipurpurogenin, Purpnigenin, Purprogenin, Digacetigenin, Digifoligenin und Diginigenin.

### Anthranoide
Es sind etwa 40 verschiedene Anthranoide in der Gattung Digitalis identifiziert worden. Digitolutein scheint ein typisches Anthranoid für alle Digitalis-Arten zu sein.

## Systematik und Verbreitung
Die Gattung Digitalis wurde durch Carl von Linné aufgestellt. Der botanische Gattungsname Digitalis leitet sich vom lateinischen Wort digitus für „Finger“ ab.
Die Gattung Digitalis ist in Europa, Nordafrika und im westlichen Asien verbreitet, ihr Verbreitungsschwerpunkt ist Südeuropa. In Deutschland kommen drei Arten vor: der Großblütige Fingerhut, der Gelbe Fingerhut sowie der Rote Fingerhut, als Neophyt findet sich auch der Wollige Fingerhut.
Es gibt etwa 25 Digitalis-Arten (Auswahl):
- Digitalis atlantica Pomel: Die Heimat ist Algerien.[11]
- Digitalis cariensis Jaub. & Spach: Die Heimat ist die Ägäis und die Türkei.[11]
- Digitalis ciliata Trautv.: Die Heimat ist das Kaukasusgebiet.
- Digitalis davisiana Heyw.: Die Heimat ist die Türkei.[11]
- Rostfarbiger Fingerhut (Digitalis ferruginea L.): Die Heimat ist Ungarn, Südosteuropa, Westasien mit der Kaukasusregion.[12]
- Großblütiger Fingerhut (Digitalis grandiflora Mill.): Er ist in Europa, in der Türkei und Sibirien weitverbreitet.[12]
- Kahler Fingerhut (Digitalis laevigata Waldst. & Kit.): Die Heimat ist das frühere Jugoslawien, Griechenland, Albanien und Bulgarien.[12]
- Türkischer Fingerhut (Digitalis lamarckii Ivanina): Er kommt in der Türkei vor.[11]
- Wolliger Fingerhut (Digitalis lanata Ehrh.): Die Heimat ist Ungarn, Südost- und Osteuropa sowie die Türkei.[12]
- Digitalis leucophaea Sibth. & Sm.: Sie kommt in Griechenland und in der Türkei vor.[11]
- Gelber Fingerhut (Digitalis lutea L.): Die Heimat ist Mittel- und Südeuropa.[12]
- Digitalis macedonica Heyw.: Sie kommt nur in Griechenland vor.[11]
- Digitalis mariana Boiss.: Die Heimat ist Portugal und Spanien.[12] Sie wird von manchen Autoren auch als Unterart Digitalis purpurea subsp. mariana (Boiss.) Rivas Goday zu Digitalis purpurea gestellt.[11]
- Digitalis micrantha Roth ex Schweigg.: Sie wird auch als Unterart Digitalis lutea subsp. australis (Ten.) Arcang. zu Digitalis lutea gestellt.[11]
- Balearen-Fingerhut (Digitalis minor L., Syn.: Digitalis dubia Barb. Rodr.): Er kommt nur auf den Balearen vor.[11]
- Digitalis nervosa Steud. & Hochst. ex Benth.: Die Heimat ist Aserbaidschan, Armenien und der Iran.[12]
- Spanischer Fingerhut (Digitalis obscura L.): Die Heimat ist Spanien.[12]
- Kleinblütiger Fingerhut (Digitalis parviflora Jacq.): Die Heimat ist Spanien.[12]
- Roter Fingerhut (Digitalis purpurea L.): Die Heimat ist Europa (mit Schwerpunkt Westeuropa) und Marokko.[12]
- Digitalis schischkinii Ivanina: Die Heimat ist die Türkei und das Kaukasusgebiet.
- Iberischer Fingerhut (Digitalis thapsi L.): Die Heimat ist Spanien.[12]
- Digitalis trojana Ivanina: Die Heimat ist die Türkei.[11]
- Digitalis viridiflora Lindl.: Die Heimat ist Südosteuropa, von Albanien und Serbien bis nach Griechenland, Bulgarien und der europäischen Türkei.[12][11]

Kanarische Fingerhüte (Isoplexis) wurden ursprünglich von Carl von Linné ebenfalls in die Gattung Digitalis gestellt. Phylogenetische Untersuchungen zeigen die Isoplexis-Arten eingebettet zwischen den Digitalis-Arten, sodass einige Autoren die vier Isoplexis-Arten mittlerweile wieder zu Digitalis stellen. The Plant List hält derzeit (Stand: April 2017) die Einzelstellung aufrecht.

## Philatelistisches
Mit dem Erstausgabetag 2. November 2019 gab die Deutsche Post AG in der Serie Blumen ein Postwertzeichen im Nennwert von 370 Eurocent mit einem Abbild des Roten Fingerhuts heraus. Der Entwurf stammt von den Grafikern Stefan Klein und Olaf Neumann aus Iserlohn.